# 1531 Hartmut
1531 Hartmut eller 1938 SH är en asteroid i huvudbältet, som upptäcktes den 17 september 1938 av den tyske astronomen Alfred Bohrmann i Heidelberg. Den har fått sitt namn efter Hartmut Neckel, barnbarn till upptäckaren.
Asteroiden har en diameter på ungefär 25 kilometer och den tillhör asteroidgruppen Eunomia.